# Glutamate décarboxylase
Pour les articles homonymes, voir GAD.
La glutamate décarboxylase ou acide glutamique décarboxylase (en anglais, glutamic acid decarboxylase ou GAD) est une lyase qui catalyse la réaction :
HOOC-CH2-CH2-CH(NH2)-COOH  {\displaystyle \rightleftharpoons }  HOOC-CH2-CH2-CH2NH2 + CO2.
Cette enzyme réalise donc la conversion du L-glutamate en γ-aminobutyrate (GABA) avec dégagement de dioxyde de carbone.
Chez les mammifères, elle existe sous deux isoformes codées par deux gènes différents, désignés par GAD1 et GAD2.  Il s'agit des isoformes GAD67 et GAD65, dont la masse moléculaire est respectivement de 67 kDa et 65 kDa.  Ces deux isoformes sont exprimés dans le cerveau, où le GABA intervient comme neurotransmetteur.  Le gène GAD2 est également exprimé dans le pancréas.
Il existe au moins deux autres isoformes, GAD25 et GAD44 (GAD embryonnaire, ou EGAD) dans le cerveau en cours de développement.  Elles sont codées par des produits de transcription alternatifs, I-80 et I-86, du gène GAD1 : la GAD25 est codée par les deux, tandis que la GAD44 est codée uniquement par I-80.
Des anticorps dirigés contre l'enzyme causent en particulier une atteinte auto-immune du cervelet et du pancréas